# Journée mondiale pour la fin du spécisme

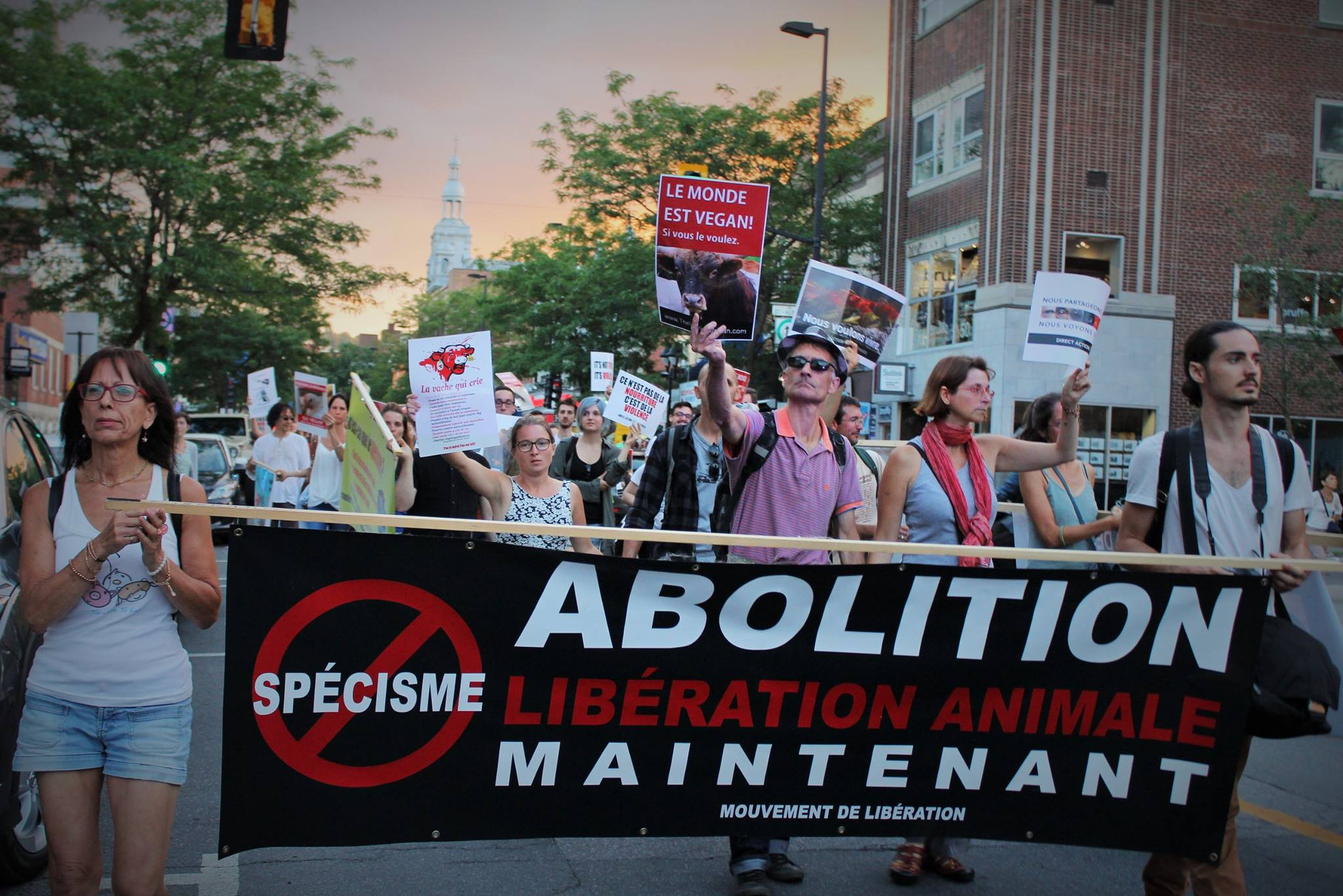
Marche lors de la Journée mondiale pour la fin du spécisme, le 22 août 2015 à Montréal au Canada.

La Journée mondiale pour la fin du spécisme est un événement international, destiné à dénoncer le spécisme, soit la discrimination envers les animaux non humains sur la base de leur espèce. Elle est célébrée le dernier samedi du mois d'août,. 
Elle a été initiée en 2015 par des membres de l'association suisse PEA - Pour l'Egalité Animale qui coordonne annuellement la Journée à l'international, en fournissant aide et supports visuels.

## Revendications
La revendication de base des militants à l'occasion de cet événement est le dépassement de l'idéologie spéciste, une idéologie comparable au racisme et sexisme, qui fait de l'espèce le critère à partir duquel les individus sont discriminés. Selon Yves Bonnardel, des souffrances similaires devraient être considérées de façon similaire, peu importe l'espèce de l'individu qui souffre,.
De façon plus spécifique, la Journée mondiale pour la fin du spécisme revendique l'abolition du statut de propriété pour les animaux, l'instauration à l'école d'une éducation à la bienveillance envers les animaux, la fermeture des abattoirs et la fin de la pêche, le retrait des animaux comme sujets d'expérimentation scientifique, et que les humains cessent de considérer les animaux comme des ressources naturelles exploitables.

## Événements
La première édition de la Journée mondiale pour la fin du spécisme a lieu le 22 août 2015 et réunit notamment près de 1000 personnes lors d'une marche organisée à Genève. Les années suivantes, la JMFS se tient le dernier samedi du mois d'août,.
En 2016, 10 pays ont participé à la seconde édition[réf. nécessaire].
En 2017, 11 pays ont participé à la troisième édition : Australie, Bulgarie, Canada, France, Italie, Nouvelle-Zélande, Pologne, Royaume-uni, Slovénie, Suisse et États-Unis[réf. nécessaire].
En 2018, des événements pour souligner la Journée mondiale pour la fin du spécisme se sont tenus au Canada, en Suisse, en France, en Grèce, en Colombie, en Argentine, en Croatie, en Allemagne, en Italie, en Espagne, au Portugal, en Australie, aux États-Unis, en Inde, au Bangladesh, au Brésil, en Pologne, et à Gibraltar,,,. À Genève (Suisse), plusieurs centaines de personnes ont manifesté dans la rue. 
En 2019, 16 pays ont participé à la 5e Journée mondiale pour la fin du spécisme : Allemagne, Argentine, Brésil, Canada, Chypre, Colombie, Espagne, États-Unis, Finlande, France, Inde, Israël, Italie, Pérou, Pologne et Suisse.
En 2020, malgré la situation sanitaire mondiale liée au COVID-19, la 6e Journée mondiale pour la fin du spécisme a fédéré une trentaine d'organisations à travers le monde, avec des événements en ligne ou en présentiel, comme à Berne (Suisse) avec un rassemblement de 100 personnes devant le Palais Fédéral. Un compteur géant affichait le nombre d'animaux tués durant le temps de l'action, au pied duquel se trouvaient plus d'une centaine de personnes couchées à même le sol, comme symboles à ces morts. À Besançon, un rassemblement a eu lieu devant la Citadelle pour marquer les annonces de la maire de Besançon, Anne Vignot, à propos des grands fauves qui ne seront bientôt plus présents dans le zoo de la Citadelle de Besançon. À Francfort-sur-le-Main (Allemagne), 250 personnes ont manifesté dans les rues. À Strasbourg, un « abattoir humain » a été reconstitué  par l'association antispéciste 269 Life France.
Des actions diverses ont ainsi eu lieu en Allemagne, Argentine, Belgique, Brésil, Canada, Croatie, France,, Indonésie, Italie, Libéria, Malaisie, Mexique, Sierra Leone, Suisse et aux États-Unis.
En 2021, 91 organisations dans 24 pays se sont jointes à la 7e Journée mondiale pour la fin du spécisme. En tout, 83 actions ont eu lieu en Allemagne, en Angleterre, en Argentine, en Australie, en Autriche, en Belgique, au Brésil, au Canada, à Chypre, en Colombie, en Croatie, aux États-Unis,, en Finlande, en France, en Inde, en Irlande, en Israël, au Mexique, aux Pays-Bas, au Portugal, en Suède, en Suisse,, en Thaïlande et en Ukraine.